# 大蝎子草
大蝎子草（学名：Girardinia diversifolia）为荨麻科蝎子草属的植物。分布在印度尼西亚、锡金、印度、中南半岛、埃及、马来半岛、尼泊尔以及中国大陆的西藏、云南、贵州、四川、湖北等地，生长于海拔500米至2,800米的地区，常生长在溪旁、山谷、山地林边及疏林下，目前尚未由人工引种栽培。

## 别名
大荨麻（昆明） 虎掌荨麻（云南腾冲） 掌叶蝎子草（湖北植物志）

## 异名
- Girardinia diversifolia (Link) Friis ssp. ciliata (C. J. Chen) H. W. Li
- Girardinia longispica Hand.-Mazz. ssp. conferta C. J. Chen
- Girardinia palmata (vix Forsk.) Gaud.
- Girardinia palmata (vix Forsk.) Gaud. ssp. ciliata C. J. Chen